# Kim Geypen
Kim Geypen (* 28. Mai 1984) ist eine belgische Leichtathletin, die sich auf den Langstreckenlauf spezialisiert hat.

## Sportliche Laufbahn
Erste internationale Erfahrungen sammelte Kim Geypen bei der Premiere der Straßenlauf-Europameisterschaften 2025 in Löwen, bei denen sie nach 2:42:00 h auf den 15. Platz im Marathonlauf belegte und in der Mannschaftswertung die Bronzemedaille hinter dem spanischen und dem israelischen Team gewann.

## Persönliche Bestleistungen
- Halbmarathon: 1:15:09 h, 9. März 2025 in Gentbrugge
- Marathon: 2:37:51 h, 1. Dezember 2024 in Valencia